# 葛斯齊
葛斯齊（英語：Ryan Ko），台灣娛樂記者，綽號小葛。畢業於智光商工餐飲管理科、世新大學新聞學系（編輯採訪組），2022年5月任北京《達佳互聯》直播主。曾任自由時報影劇中心專案組組員、壹電視新聞中心社會組駐地記者、食尚玩家雜誌資深攝影、壹週刊社會中心調查組、中國時報娛樂文字記者，現為自由攝影工作者。

## 著作
| 出版日期 | 書名                                 | 作者   | 出版社   | ISBN                 |
| 2022年   | 狗眼人間：昂首走在四面楚歌的過敏世界 | 葛斯齊 | 暖暖書屋 | ISBN 978-6269610525. |

## 外部連結
- 葛斯齊的新浪微博